# Xaldan
Xaldan är en ort i Azerbajdzjan.   Den ligger i distriktet Yevlax Rayonu, i den centrala delen av landet, 230 km väster om huvudstaden Baku. Xaldan ligger 33 meter över havet och antalet invånare är 3 818.
Terrängen runt Xaldan är huvudsakligen platt, men åt nordost är den kuperad. Terrängen runt Xaldan sluttar söderut. Runt Xaldan är det ganska tätbefolkat, med 72 invånare per kvadratkilometer.. Närmaste större samhälle är Yevlakh, 12,4 km sydväst om Xaldan. 
Trakten runt Xaldan består till största delen av jordbruksmark.